# پرتو، ایتالیا
پرتو، ایتالیا (به ایتالیایی: Pereto) یک کومونه در ایتالیا است که در استان لاکویلا واقع شده‌است.

## خصوصیات
پرتو ۴۱٫۰۵ کیلومترمربع مساحت و ۷۲۱ نفر جمعیت دارد و ۸۰۰ متر بالاتر از سطح دریا واقع شده‌است.